# Epitélio escamoso

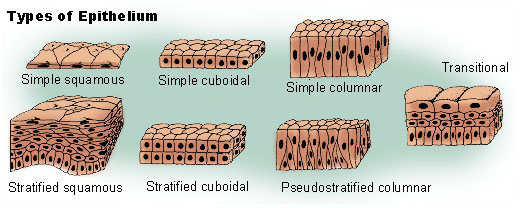
Tipos de epitélio.

Epitélio escamoso ou epitélio pavimentoso é um epitélio caracterizado por sua camada de células mais superficial ser constituída por células planas parecidas com escamas. É classificado em:
- Epitélio escamoso simples;
- Epitélio escamoso estratificado.